# Jacques Brel (spoorwegen)
De Jacques Brel was een EuroCity-trein voor de verbinding Parijs - Dortmund genoemd naar de Belgische zanger Jacques Brel.

## EuroCity
De Jacques Brel werd op 23 mei 1993 in het EuroCity-net opgenomen als versterking van de dienst tussen Parijs en Nordrhein-Westfalen. Hiermee werd het gat gedicht dat vijf jaar eerder was ontstaan door het wegvallen van de EC Gustave Eiffel die tot de zomer van 1988 de rechtstreekse middag dienst voor haar rekening nam. Ondanks het gestegen EuroCity aanbod tussen Keulen en Brussel met de mogelijkheid van een overstap richting Parijs was er toch behoefte aan een rechtstreekse verbinding. De dienst startte met de treinnummers EC 38, 39, als middagdienst van het trio EC Molière, EC Jacques Brel en EC Parsifal.

### Rollend materieel

#### Tractie
Als locomotieven werden gebruikt:
- EC 38: Dortmund-Aachen BR 110 (DB); Aachen-Quévy reeks 27 (NMBS); Quévy-Paris Nord BB16000 (SNCF).
- EC 39: Paris Nord-Brussel Zuid CC40100 (SNCF)/reeks 15 (NMBS); Brussel Zuid-Aachen reeks 27 (NMBS); Aachen-Dortmund BR 110 (DB).

#### Rijtuigen
De Jacques Brel was altijd geheel samengesteld uit Franse corailrijtuigen. In de regel liepen zeven 2eklasrijtuigen (Btm61 en Bm61), een restauratierijtuig (WR61) en drie eersteklasrijtuigen (Atm61 en Am61) mee.

### Route en dienstregeling
Gedurende haar bestaan was de Jacques Brel de enige EuroCity-trein die Parijs met het Ruhrgebied via Brussel verbond. Haar zusters Parsifal en Molière, die eveneens de Franse hoofdstad met het Ruhrgebied verbonden, liepen via de Waalse as (Jeumont, Charleroi, Namur).
| EC 38 | land      | station        | km | EC 39 |
| ----- | --------- | -------------- | -- | ----- |
| 11:46 | Duitsland | Dortmund Hbf   |    | 21:11 |
|       | Duitsland | Bochum Hbf     |    |       |
|       | Duitsland | Essen Hbf      |    |       |
|       | Duitsland | Duisburg Hbf   |    |       |
|       | Duitsland | Düsseldorf Hbf |    |       |
|       | Duitsland | Keulen         |    |       |
|       | Duitsland | Aken           |    |       |
|       | België    | Verviers       |    |       |
|       | België    | Luik           |    |       |
|       | België    | Brussel-Zuid   |    |       |
|       | België    | Quévy          |    |       |
|       | Frankrijk | Aulnoye        |    |       |
|       | Frankrijk | St Quentin     |    |       |
| 19:01 | Frankrijk | Parijs Noord   |    | 13:43 |

De Jacques Brel reed op 1 juni 1996 voor het laatst.